# Engel Pieter de Monchy
Engel Pieter de Monchy (Rotterdam, 17 juli 1793 - Amsterdam, 7 september 1883) was een Nederlands politicus.
De Monchy was een Rotterdamse koopman en patriciër; Hij was de zoon van de democratische patriot, Michiel Marinus de Monchy. Hij kwam in 1843 in de Tweede Kamer en steunde de voorstellen van de Negenmannen tot democratisering van de Grondwet. Bij de Grondwetsherziening van 1848 was hij een van de weinigen die vond dat de voorgestelde herzieningsprocedure met twee lezingen en versterkte meerderheid veel te omslachtig was. Na zijn vertrek uit de Kamer was De Monchy lange tijd president van de Nederlandsche Handel-Maatschappij.
Hij was Commandeur in de Orde van de Nederlandse Leeuw
- Biografisch Portaal: 29223584
- Digitale Bibliotheek voor de Nederlandse Letteren: monc004
- International Standard Name Identifier: 0000 0003 9004 1115
- Nederlandse Thesaurus van Auteursnamen: 072513128
- Parlement.com: vg09ll3gezzy
- Virtual International Authority File: 283558340
- WorldCat: E39PBJrrrmKGKR6ppkBgK8hJXd